# 가인산분해
가인산분해(加燐酸分解, 영어: phosphorolysis)는 무기인산(Pi)을 공격기로 사용하여 어떤 화합물을 분해하는 것으로 가수분해와 유사하다.
예를 들어 글리코젠 가인산분해효소에 의한 글리코젠 분해는 글리코젠 분자의 비환원 말단에 포도당 잔기를 무기인산으로 공격하는 반응을 촉매한다. 여기서 글리코젠 사슬이 n+1개의 포도당을 갖는 경우, 1회의 가인산분해 반응에 의한 생성물은 1분자의 포도당 1-인산과 n개의 포도당을 갖는 글리코젠 사슬이다.
|  |

이어서 피루브산으로 분해될 때 포도당보다 포도당 1-인산이 더 많은 ATP를 생성하기 때문에 종종 가인산분해가 가수분해보다 더 유리할 수도 있다.
가인산분해의 또 다른 예는 해당과정에서 글리세르알데하이드 3-인산이 1,3-비스포스포글리세르산으로 전환되는 반응이다. 이 반응 메커니즘은 가인산분해를 포함한다.

## 같이 보기
- 가인산분해효소
- 글리코젠 가인산분해효소
- 녹말 가인산분해효소